# Ева Фабіан
Ева Фабіан (англ. Eva Fabian; нар. 3 серпня 1993) — американська плавчиня.
Призерка Чемпіонату світу з водних видів спорту 2013 року.
Чемпіонка світу з плавання на відкритій воді 2010 року.
Призерка Пантихоокеанського чемпіонату з плавання 2010, 2014 років.
Переможниця Панамериканських ігор 2015 року.